# Under17
Gli Under17 (stilizzato UNDER17) erano un gruppo musicale giapponese.

## Storia
Gli Under17 vennero fondati nel 2001, ed erano composti da Haruko Momoi e Masaya Koike. Molte loro tracce vennero adottate nelle sigle di serie animate giapponesi come Mouse, Popotan, Castigo Celeste XX Angel Rabbie, Natsuiro no Sunadokei, DearS e Kujibiki Unbalance. Il gruppo annunciò lo scioglimento il 27 settembre 2004, dopo una tournée nazionale. Il loro ultimo concerto si tenne il 20 novembre 2004 presso lo Yokohama Blitz. Momoi avviò una carriera solista, mentre Koike divenne membro dei Mosaic.wav. Gli Under17 fecero due fugaci reunion nel 2008 e nel 2020.

## Formazione
- Haruko Momoi
- Masaya Koike

## Discografia

### Singoli ed extended play
- 2003 – マウス Chu マウス
- 2003 – Extentions / おかしなオンナノコ
- 2003 – ぽぽたん E.P. (con i Funta)
- 2004 – "Love Slave" (ラブスレイブ)	2004
- 2004 – ラブスレイブ

### Album compilation
- 2003 – Best Album 1 美少女ゲームソングに愛を!!
- 2004 – Best Album 2 萌えソングをきわめるゾ!!
- 2004 – Best Album 3 そして伝説へ…